# 張建邦
張建邦（1929年3月15日—2018年5月26日），台灣政治人物，生於宜蘭。曾就讀上海聖約翰大學經濟系，美國伊利諾大學農業經濟碩士、教育行政學博士。返台後任教於淡江文理學院，1964年起擔任院長。1980年淡江文理學院昇格為淡江大學，續任校長至1986年；同時有感中華語文文化之重要，曾於1976年兼任台北語文學院首任董事長，為國家之教育與中華文化推波助瀾。自1969年起從政，先後擔任台北市議會議員、副議長、議長。1989年擔任交通部部長，1991年4月因涉入華隆案而辭職。
2004年，總統陳水扁提名張建邦為監察院院長，因華隆案及淡江大學校產爭奪疑雲，引發朝野議論。其後又因張建邦夜宴立委，爭取支持，更引起輿論反彈。其後因國親聯盟不滿監察院正副院長與監察委員提名人選，於立法院程序委員會凍結，未將同意案排入議事程序，導致監察院正副院長與監察委員懸缺三年多，張建邦提名案也因而不了了之。
2006年，首度對李敖的指控做出回應，但仍避談其繼母、前淡江大學董事長張居瀛玖逝世的確切原因。
2018年5月26日逝世，享壽89歲。

## 荣誉

### 中华民国勋章奖章
- 二等景星勋章（2000年3月8日批准[5]，同日于台北总统府颁授[6]）

## 家族
- 父親：張鳴（淡江英語專科學校共同創辦人之一）
- 長女：張家宜（現任淡江大學董事長，曾任淡江大學第十任校長）
- 次女：張室宜（曾任淡江大學第八任董事長）